# Carl Mücke
Carl Wilhelm Ludwig Mücke (* 16. Juli 1815 in Büden; † 4. Januar 1898 in Handorf, Südaustralien) war ein deutsch-australischer Reformpolitiker, Pastor, Zeitungsverleger und Autor. Er war ein bildungspolitischer Reformer, der sich in der Zeit der Deutschen Revolution 1848/1849 gegen die Schulpolitik der preußischen Obrigkeit wendete und nach seiner Auswanderung nach Südaustralien großen Einfluss auf das dortige Schulwesen hatte.
Carl Mücke war seinerzeit in Südaustralien eine der bekanntesten deutschstämmigen Personen.

## Leben
Carl Mücke war der Sohn eines Lehrers. Er ging in Zerbst ins Gymnasium und studierte Klassische Philologie und Naturwissenschaft an der Bergakademie Freiberg, der Universität Bonn und der Friedrich-Wilhelms-Universität Berlin. In den frühen Jahren der Revolution in den 1848er Jahren trat er für politische Veränderungen ein. Das Scheitern dieser revolutionären Bewegung und politischen Verhältnisse bewogen ihn dazu, dass er auswanderte. Er legte am 21. November 1847 in Bremen mit seiner Frau und seinen Kindern, der 7 Jahre alten Anna Helena Clara und dem 14 Jahre alten Hugo Carl Emil, auf dem 356-Tonnen-Schiff Prinzessin Luise ab. Sie kamen am 31. März 1848 in Adelaide in Südaustralien an. Auf dem Schiff befanden sich neben Carl Mücke weitere hochgebildete Auswanderer überwiegend mit Familie, die mit den politischen Verhältnissen unzufrieden und für die Entwicklung Australiens von Bedeutung waren. Darunter befanden sich Otto und Moritz Schomburgk, Friedrich von Lindrum (1828–1880), Friedrich Bühring und Marianne von Kreusler (1811–1892). Carl Mücke wird in der Literatur auch als Anführer eine Gruppe gleichgesinnter Personen bezeichnet, die sich gegen die Obrigkeit gewendet hatten und mit denen er auf dem Schiff nach Australien auswanderte.
Mücke heiratete dreimal. In Preußen heiratete er Emelie, geborene Friedricka Meyerhoff, danach Caroline Theresia (1806–1874) in Südaustralien, die Schwester von Moritz Schomburgk. Am 10. November 1887 heiratete er Maria Gehrke in Port Adelaide, die im Jahr 1882 nach Australien ausgewandert war.

## Bildungspolitiker
In den 1840er Jahren provozierte Mücke mit Artikeln die herrschende Schulpolitik in Preußen, die er in „Pädagogischen Jahrbüchern“ und Kinderzeitschriften beim „Norddeutschen Volksschriftenverein“ veröffentlichte. Er reorganisierte traditionell geführte Schulen, als er Mitglied in der national eingesetzten Bildungskommission in Frankfurt war. Mücke schrieb und veröffentlichte um die acht Bücher beispielsweise für Handwerker, Bauern und Kinder, in denen er wissenschaftliche Erkenntnisse und technologische Informationen in Form von vereinfachten Beispielen und Geschichten verständlich und praktisch nachvollziehbar darlegte. Verschiedene seiner Bücher wurden nach 1879 erneut aufgelegt und einige davon wurden in andere Sprachen übersetzt. 1847 verlieh ihm die Universität Jena die Ehrendoktorwürde und erkannte damit seine Aktivitäten an, allerdings ohne seine Auffassungen zu teilen.
Carl Mücke spielte in den 1850er Jahren eine bedeutende Rolle in der sogenannten Auseinandersetzung um die German rights in Australien. Er und seine Anhänger widersetzten sich einem politischen Vorhaben sie vom passiven Wahlrecht in Südaustralien auszuschließen. Dabei nutzte Mücke seine Zeitschrift und wurde dabei von zahlreichen in England geborenen Australiern unterstützt, einschließlich des amtierenden Gouverneurs. Es gab auch viele Menschen, die gegen Mückes Vorstellung waren und meinten, dass die Deutschen in Australien froh sein sollten, dass sie hier sein konnten. Den Deutschstämmigen wurde das passive Wahlrecht gewährt. In der ersten Wahl im Jahr 1857 wurde einer der an der Deutschen Revolution 1848/1849 Beteiligten, Friedrich Kirchauff, zum Abgeordneten der gesetzgebenden Versammlung in Südaustralien gewählt. Die deutschsprachige Minderheit hatte damit das aktive und passive Wahlrecht erhalten, was einen bedeutenden Schritt zu ihrer Integration in die australische Gesellschaft darstellte.
1851 beabsichtigte Mücke als Schulinspektor an deutschsprachigen Schulen eingesetzt zu werden. Dies misslang. Daraufhin wurde auf seinen Vorschlag hin die German Teacher Federation errichtet. Er verfocht die Bildung eines „Agricultural College“, vergleichbar mit einer „Landwirtschaftliche Fachhochschule“, und veröffentlichte hierzu im Jahr 1866 in Adelaide eine Broschüre mit dem Titel „National Schools for South Australia“ (deutsch: „Nationale Schulen für Südaustralien“). In dieser Broschüre betonte er die Bedeutung eines staatlichen Schulwesens, eines praxisorientierten Unterrichts auf wissenschaftlicher Basis und einer allgemein verbindlichen Anwesenheitspflicht. In einer weiteren Publikation legte eine wissenschaftliche Untersuchung über Weizen und deren vor, wofür ihm die Universität Adelaide im Jahr 1878 den Titel eines M.A. verlieh, den höchsten akademischen Titel, den man seinerzeit in Südaustralien erhalten konnte.

## Pastor
Lediglich kurze Zeit nach seiner Ankunft in Australien arbeitete Carl Mücke als Farmer und als ihm die Stelle als Pastor an der neu gegründeten „Tabor Church“ in Tanunda angeboten wurde, nahm er dieses Angebot an. Diese Kirche vertrat liberale Auffassungen, im Gegensatz zu August Kavel, der die Altlutherische Kirche vertrat. Kavel bezeichnete die Anhänger der Tabor Church als „Weltkinder“, was in etwa bedeutet die Welt bejahender, genießender Menschen, die den Glauben geringschätzen. Für Kavel war Mücke ein Blasphemiker und gefährlich für die Kirche. Neben der Tabor-Kirche betreute Mücke die Kirchen in Greenock, Schönfeld, Daveyston und Wasleys. 1869 gab er seinen Posten als Pastor auf.

## Zeitungsverleger
Über vierzig Jahre war Mücke eng mit deutschsprachigen Zeitungen in Südaustralien als Eigentümer, Herausgeber und Journalist verbunden. Er vertrat, wie auch sein Schwiegervater Martin Basedow, in der deutschsprachigen „Tanunda Deutsche Zeitung“, die später in „Australische Zeitung“ umfirmiert wurde, andere Auffassung als die anderen deutschsprachigen Zeitungen. Denn Carl Mücke gab den Informationen über lokalen Informationsinhalten mehr Raum als den Nachrichten aus Deutschland. Mücke trat in seinen Medien dafür ein, dass sich die deutschsprachigen Einwanderer zu australische Patrioten entwickeln sollten. Dabei vermied er es sowohl bei der einen oder anderen Seite Ressentiments zu schüren.

## Migrationspolitiker
Carl Mücke spielte in den 1850er Jahren eine bedeutende Rolle in der sogenannten Auseinandersetzung um die „German rights“ in Australien. Er und seine Anhänger widersetzten sich dem politischen Plan, Deutschstämmige vom passiven Wahlrecht in Südaustralien auszuschließen. Die Deutschen in Australien wurden dabei von zahlreichen in England geborenen Australiern unterstützt, auch vom damals amtierenden Gouverneur. Es gab viele Menschen in Südaustralien, die gegen Mückes Vorstellung waren und meinten, dass die Deutschstämmigen froh sein sollten, dass sie sich Australien aufhalten dürfen. In dieser Auseinandersetzung um das passive Wahlrecht erreichten die deutschsprachigen Einwanderer ihr Ziel und anlässlich der ersten Wahl im Jahr 1857 wurde einer der 48er, Friedrich Kirchauff, wurde der erste Abgeordnete in Südaustralien. Die deutschsprachige Minderheit hatte das aktive und passive Wahlrecht erhalten, was einen bedeutenden Schritt zu ihrer Integration in die australische Integration darstellte.
Zwischen Dezember 1883 und Februar 1884 stellte Mücke seine Auffassung zur Unabhängigkeit Australiens in der „Australische Zeitung“ in einer Reihe von Artikeln zur Unabhängigkeit von Australien dar. Dabei verglich er die Staatsbürgerschaft der USA und von Großbritannien und kam er zu dem Ergebnis, dass es sich bei den in Australien eingewanderten Briten um „naturalised British subjects of Australia“ (deutsch: „eingewanderte [Rechts]subjekte Australiens“) handle. In seinem letzten veröffentlichten Artikel zu diesem Thema am 28. Februar 1884 vertrat er die Meinung: Entweder wird Australien ein freies Land oder eine unbedeutende Kolonie unter der Vorherrschaft Großbritanniens.
Die Deutschen, die nach der gescheiterten Revolution von 1948/1849 auswanderten, hatten die Vorstellung, dass Australien dem Beispiel der USA folgen sollte und sich zu einer unabhängigen Republik entwickeln würde. Mücke selbst hatte eine weitergehende Vision, nämlich die von einer multikulturellen Gesellschaft Australiens, in der unterschiedliche ethnische Gruppen leben können. Allerdings stand dem entgegen, dass die Australier britischer Herkunft, die größte Mehrheit bildeten und sich als Briten fühlten. Die Anzahl der Deutschstämmigen in Australien bezifferte sich in der Mitte der 1890er Jahre auf etwa 100.000 und sie waren damit deutlich in der Minderheit. Die später geführte Debatte, die in den 1890er Jahren einsetzte und unter dem Stichwort „austrialism“ geführt wurde, hatte einen gänzlich anderen Hintergrund, denn sie war eine Fortführung der Politik der rassistischen White Australia Policy.

## Nachkommen
Der älteste Sohn von Carl Mücke war Hugo Carl Emil Mücke (1842–1929), ein Honorarkonsul. Er wurde im April 1916 als Deutschstämmiger im Ersten Weltkrieg in ein Australisches Internierungslager in Haft genommen. Damals herrschte eine starke Kriegshysterie und viele Deutsche in Australien kamen in Haft, wurden beobachtet oder mussten sich kontinuierlich bei der Polizei melden. Nachdem ein lokaler Geschäftsmann gegen seine Internierung intervenierte, wurde Mücke entlassen. Allerdings stellte das Militär bis zum Oktober 1916 einen bewaffneten Soldaten vor sein Haus. Kennzeichnend für die damalige Hysterie war, dass Carl Mückes jüngster Sohn Hugo Carl Emil als Chirurg in den Australian Imperial Force in der Schlacht von Gallipoli verwundet und später mit den Briten in Frankreich eingesetzt worden war.